# Lydia Nsekera
Lydia Nsekera (née le 20 avril 1967 à Bujumbura) est une dirigeante sportive du Burundi, membre du Comité international olympique depuis 2009 et présidente du Comité national olympique du Burundi depuis 2017.

## Biographie
Lydia Nsekera est apparentée à la famille royale du Burundi.
Elle préside la Fédération de football du Burundi de 2004 à 2013 ; elle est d'ailleurs la première femme présidente d’une fédération en Afrique.
Elle est membre du Comité international olympique depuis 2009.
En 2012, elle devient la première femme à faire partie du comité exécutif de la FIFA ; elle est réélue en 2013 pour un mandat de quatre ans.
En mars 2017, Lydia Nsekera est élue présidente du Comité national olympique du Burundi où elle remplace Évariste Ndayishimiye. Elle est réélue pour un mandat de quatre ans en mai 2021.
Sur le plan continental, elle perd au second tour de l'élection pour la présidence de l'Association des comités nationaux olympiques d'Afrique face à l'Algérien Mustapha Berraf le 29 novembre 2018. Elle se présente à nouveau en mai 2021, mais Berraf est réélu.